# Wiesengraben (Hamburg-Langenhorn)
Der Wiesengraben ist ein Fließgewässer in Hamburg-Langenhorn. Er verläuft südlich des Stockflethwegs östlich der Straße Kiwittsmoor.
Großräumig gesehen gehört er zum Einzugsgebiet der Alster, der genaue Abflussweg ist nicht öffentlich bekannt. Die nächstgelegenen Gewässer sind der Bornbach und die Tweeltenbek, ein Nebenbach des Bornbachs (siehe Karte).